# Sarawut Chernchai
Sarawut Chernchai (thailändisch สราวุธ เชิญชัย, * 23. September 1987) ist ein thailändischer Fußballspieler.

## Karriere
Sarawut Chernchai spielte seit mindestens 2015 beim Chachoengsao Hi-Tek FC. Der Verein aus Chachoengsao spielte in der dritten thailändischen Liga, der damaligen Regional League Division 2, in der Central-Eastern Region. 2017 wurde der Verein nach der Ligareform der Thai League 3, Upper Region, zugeteilt. Die Hinserie 2018 wurde er an den Navy FC ausgeliehen. Mit dem Verein aus Sattahip spielte er in der ersten Liga, der Thai League. Für die Navy stand er zehnmal auf dem Spielfeld. Mitte 2018 kehrte er zu Hi-Tek zurück. Im Sommer 2023 wechselte er in die Western Region der Liga. Hier schloss er sich in Hua Hin dem Hua Hin Maraleina FC an.